# The Barbarians
The Barbarians (bra: Os Bárbaros) é um filme ítalo-estadunidense de 1987, dos gêneros aventura e fantasia, dirigido por Ruggero Deodato.

## Sinopse
Essa história passa-se há muito tempo, entre a idade da pedra e a civilização, num mundo primitivo e intocado. Um cenário de planícies, vales e montanhas com picos cobertos de neve. Os Ragnicks, um grupo alegre de artistas vivem em harmonia juntamente com sua rainha Canary. Eles trocaram todo o seu dinheiro por um rubi mágico guardado por ela e que garante à tribo toda a sua alegria de viver. Esse clima de tranquilidade é invadido pelo tirano Kadar, que pretende tomar o rubi e assim adquirir todos os poderes mágicos proporcionados pela pedra. 

## Elenco
- Peter Paul ... Kutchek
- David Paul ... Gore
- Richard Lynch ... Kadar
- Eva La Rue ... Kara
- Virginia Bryant ... Canary
- Sheeba Alahani ... China
- Michael Berryman
- George Eastman ... Jacko